# FC Senec
El FC Senec fue un club de fútbol de Eslovaquia de la ciudad de Senec en Región de Bratislava. Fue fundado en 2004.

## Uniforme
- Uniforme titular: Camiseta Naranja, pantalón Negro, medias Negras.
- Uniforme alternativo: Camiseta Blanco, pantalón Blanco, medias Blancas.

## Jugadores
- Datos: Q1636295